# Анджей Пануфнік
Áнджей Пануфнік (пол. Andrzej Panufnik, 24 вересня 1914, Варшава-27 жовтня 1991, Лондон) - польський композитор та диригент. 

## Біографія
Батько  — скрипковий справ майстер, мати (англійського походження)  — скрипалька. Вступаючи до Варшавську консерваторії, не був прийнятий як піаніст, але був зарахований в клас ударних, проте незабаром зосередився на диригуванні та композиції, займаючись, зокрема, під керівництвом Казімєжа Сікорського. Потім в 1937 — 1938 рр.. навчався у Відні у Фелікса Вейнгартнера, кілька місяців займався приватним чином в Парижі (в тому числі у Філіпа Гобера). 

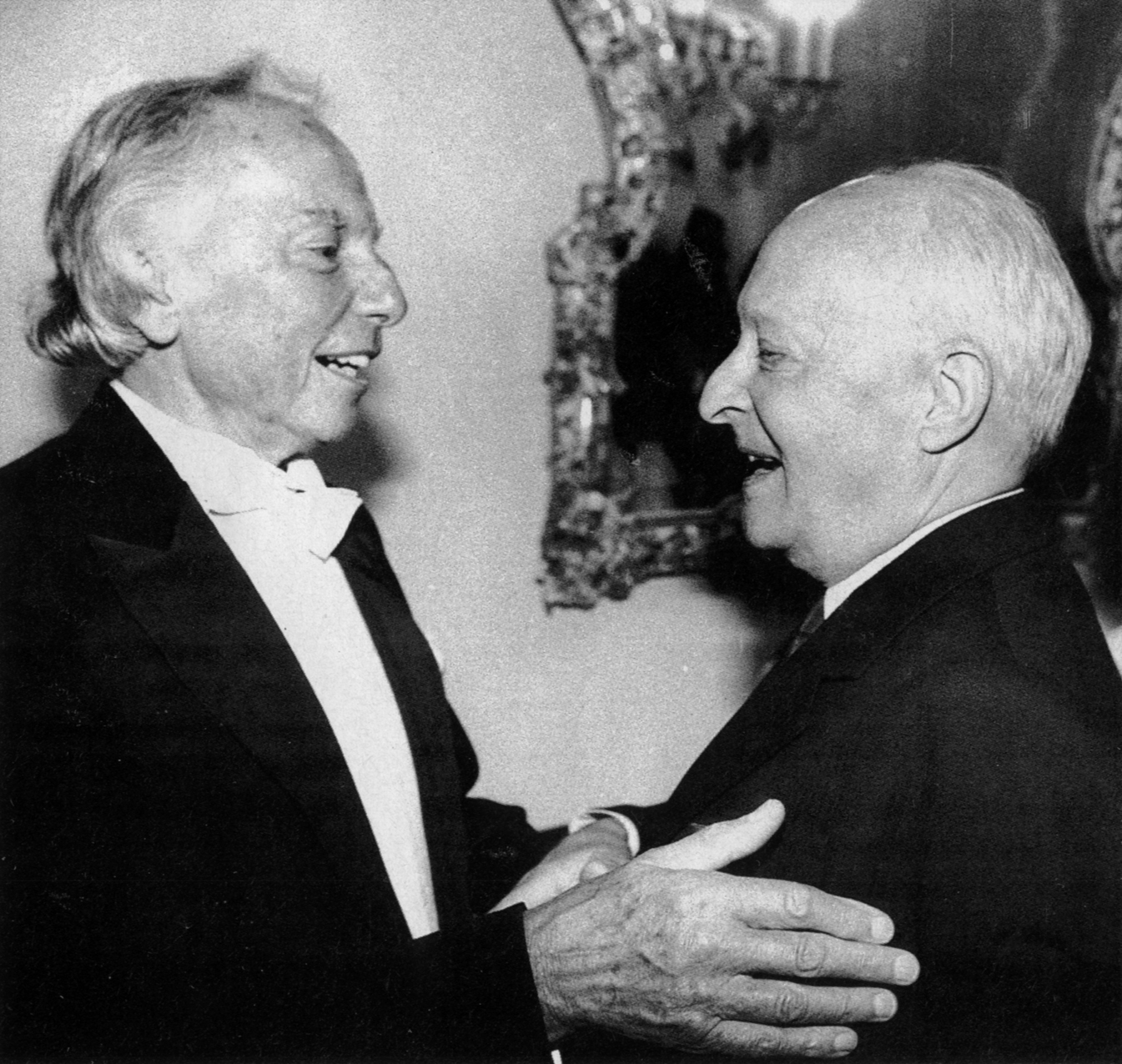
Анджей Пануфнік (ліворуч) та Вітольд Лютославський, 1990

У роки війни грав у варшавських кафе дуетом з Вітольдом Лютославський, покинувши Варшаву незадовго до Варшавського повстання. Його рукописи і ряд ранніх творів були пущені на підпал новими мешканцями його квартири, деякі композитор пізніше відновив. 
Після війни жив і працював у Кракові, був диригентом Краківського філармонічного оркестру, писав музику для кінофільмів. В 1946 — 1947 рр.. музичний керівник Варшавського філармонічного оркестру, практично знищеного війною (вийшов у відставку, не бачачи достатньої підтримки з боку державного керівництва), потім заступник голови Спілки композиторів Польщі. Виступав також як запрошений диригент Берлінського філармонічного оркестру, гастролював в СРСР і Китаї. Музика Пануфніка виконувалася в Польщі та особливо польськими колективами під час закордонних гастролей, проте зазнавала критики за «формалізм» та недостатньо ідейний характер. 
1954 року вирішив емігрувати і під час гастролей в Швейцарії втік під спостереження співробітників польських органів безпеки, знайшовши можливість перебратися до Великої Британії, де вже перебувала його дружина, яка виїхала до своїх британських родичів. У 1957 — 1959 рр.. очолював Симфонічний оркестр Бірмінгема. Після 1963 р. займався переважно компонуванням музики. Багаторічна співпраця пов'язувала Пануфніка з Леопольдом Стоковським, що продиригував низку його творів; скрипковий концерт Пануфніка був написаний для Ієгуді Менухіна, а віолончельний  — для Мстислава Ростроповича. 
Дочка  — композитор Роксана Пануфнік (н. 1968). 

## Твори

### Оркестрові твори
- - Symphonie nº 1 (1939, відновлена в 1944, згодом знищена автором)
  - Symphonie nº 2 1941, втрачена в 1944)
  - Sinfonia Rustica (Symphonie nº 1) (1948, ред. 1955)
  - Sinfonia Elegiaca (Symphonie nº 2) (1957, ред. 1966)
  - Sinfonia Sacra (Symphonie nº 3) (1963)
  - Sinfonia Concertante (Symphonie nº 4), для флейти, арфи і малого струнного оркестру (1973)
  - Sinfonia di Sfere (Symphonie nº 5) (1974-1975)
  - Sinfonia Mistica (Symphonie nº 6) (1977)
  - Metasinfonia (Symphonie nº 7), для органу, цимбал та струнного оркестру (1978)
  - Sinfonia Votiva (Symphonie nº 8) (1981, ред. 1984)
  - Symphony No. 9,Sinfonia di Speranza (1986, ред. 1990)
  - Symphony No. 10 (1988, ред. 1990)

- Symphonic Variations (1935-1936, втрачені в 1944)
- Symphonic Allegro (1936, втрачено в 1944)
- Symphonic Image (1936, втрачений в 1944)
- Little Overture (ок. 1937, втрачена в 1944)
- Tragic Overture/ Трагічна увертюра (1942, втрачена в 1944, восст.  1945, ред. 1955)
- Divertimento for Strings (за мотивами творів Фелікса Яневич, 1947, ред. 1955)
- Lullaby (1947, ред. 1955)
- Nocturne (1947, ред. 1955)
- Old Polish Suite/ Сюїта в старопольській стилі  (1950, ред. 1955)
- Heroic Overture (1952, ред. 1969)
- Rhapsody (1956)
- Polonia (1959)
- Autumn Music, для 3х флейт, 3х кларнетів, перкусії, челести, фортепіано, арфи, альтів, віолончелей та контрабасів (1962, ред. 1965)
- Landscape, для струнного оркестру (1962, ред. 1965)
- Jagiellonian Triptych, для струнного оркестру (1966)
- Katyń Epitaph/  Катинська епітафія (1967, ред. 1969)
- Concerto Festivo, для оркестру [без диригента] (1979)
- Concertino, для цимбал, перкусії та струнного оркестру (1979-1980)
- Paean, для мідних (1980)
- Arbor Cosmica, для дванадцяти солістів або струнного оркестру (1983)
- Harmony, для камерного оркестру (1989)

### Концерти
- Concerto in modo antico, для труби, 2х арф, клавесина та струнного оркестру (первинна назва-Готичний концерт, 1951, ред. 1955)
- Concerto pour Piano (1962, ред. 1970, 1972, 1982)
- Hommage à Chopin/ На честь Шопена, для флейти та малого струнного оркестру (1966)
- Concerto pour violon (1971)
- Concerto pour basson (1985)
- Concerto pour violoncelle (1991)

### Вокальні твори
- Psaume, для солістів, хору та оркестру (1936, Втрачений в 1944)
- Five Polish Peasant Songs, для сопрано, двох флейт, двох кларнетів та бас-кларнета (1940, втрачені в 1944, восст. 1945)
- Four Underground Resistance Songs/ Чотири пісні підпільного Опору, для голосу та фортепіано на вірші С.Р.Добровольского (1943-1944)
- Hommage à Chopin/ на честь Шопена, для сопрано та фортепіано, первинна назва-«Польська сюїта» (1949, ред. 1955)
- Symphony of Peace/ Симфонія світу, для хору та оркестру на вірші Я.Івашкевіча  (1951, пізніше виключена автором зі своїх творів)
- Song to the Virgin Mary, для хору або шести голосів (1964, ред. 1969)
- Universal Prayer, для сопрано, контральто, тенора та баса, хору, 3х арф та органу на вірші  А. Поупа (1968-1969)
- Invocation for Peace, для високих голосів, двох труб і двох тромбонів (1972)
- Winter Solstice, для сопрано та баритона, хору, 3х труб, 3х тромбонів, цимбал та дзвіночків (1972)
- Love Song, для мецо-сопрано, арфи чи фортепіано, на вірші Ф. Сідні (1976)
- Dreamscapes, для мецо-сопрано та фортепіано (1977, без слів)
- Prayer to the Virgin of Skempe, для голосу або хору, органу та інструментального ансамблю на слова Е. Петкевича (1990)

### Камерна музика
- Classical Suite, для струнного квартеті (1933, втрачена в 1944)
- Trio avec Piano (1934, втрачено в 1944, восст. 1945, ред. 1977)
- Quintetto Accademico, для флейти, гобоя, кларнета, ріжка та фагота  (1953, ред. 1956, втрачений, восст. 1994)
- Triangles, для 3х флейт і 3х віолончелей (1972)
- Quatuor à cordes nº 1 (1976)
- Quatuor à cordes nº 2Messages (1980)
- Song to the Virgin Mary, для струнного секстету (1987)
- Sextuor à cordesTrain of Thoughts (1987)
- Quatuor à cordes nº 3Wycinanki (1990)

### Інструментальна музика
- Variations, для фортепіано (1933, втрачені в 1944)
- Twelve Miniature Studies, для фортепіано  (1947, ред. 1955, 1964)
- Reflections, для фортепіано (1968)
- Pentasonata, для фортепіано (1984)

### Балети
- Cain and Abel/ Каїн та Авель (1968, з використаннямSinfonia SacraіTragic Overture)
- Miss Julie/ Міс Жюлі (1970, з використанням Nocturne,Rhapsody,Autumn MusicіPolonia)

### Композитор про себе
- Composing Myself. London: Methuen, 1987  ISBN 0-413-58880-7.
- Panufnik o sobie, Warszawa: Niezależna Oficyna Wydawnicza, 1990. ISBN 83-7054-004-8

## Визнання
Орден «Прапор Праці» I ступеня. Почесний доктор Польського університету в Лондоні, Музичного університету імені Фридерика Шопена у Варшаві. Лицар-бакалавр (1990). Орден Відродження Польщі (посмертно). 